# زكاة الثمار

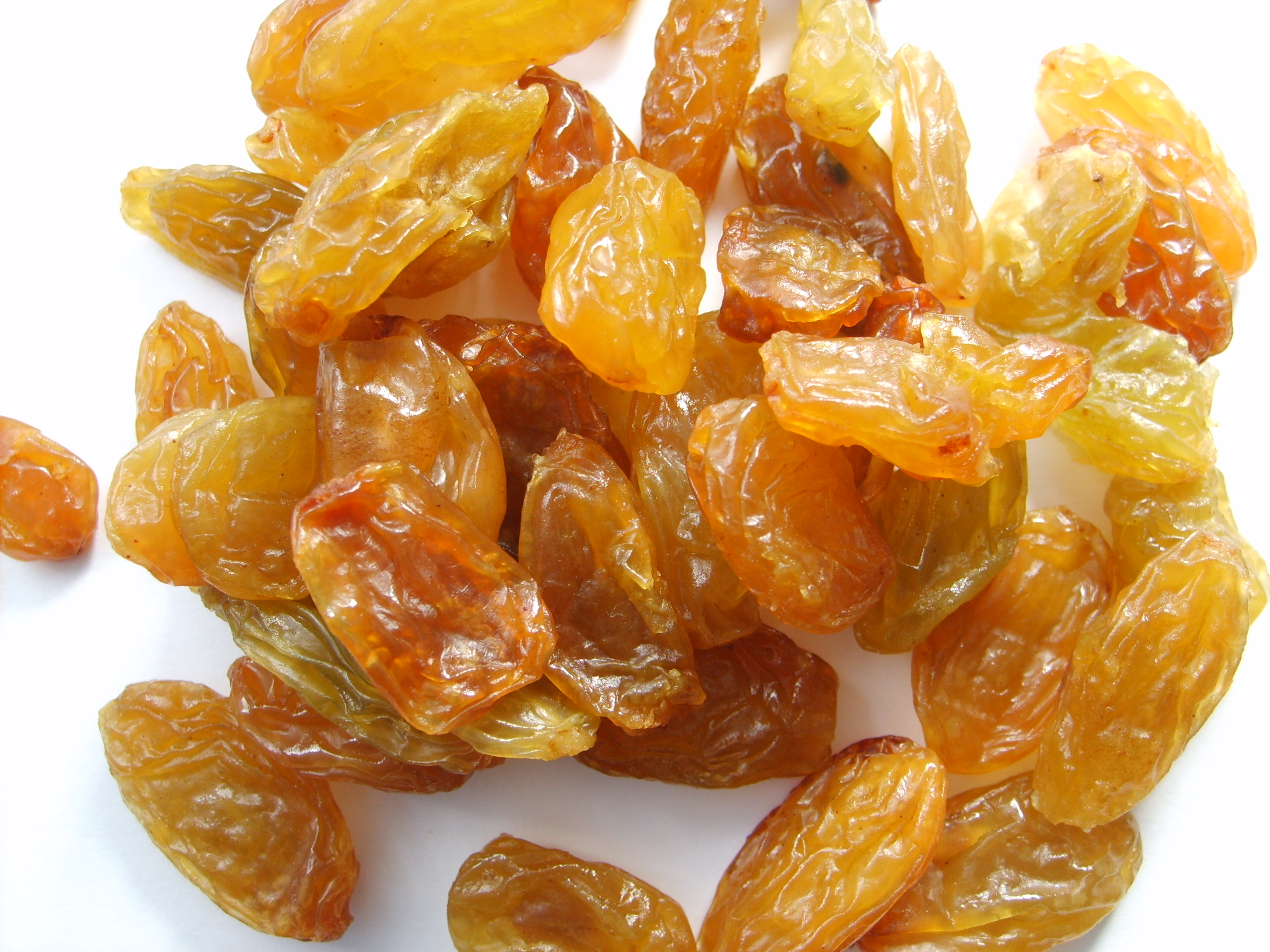
الزبيب السلطاني نوع من الزبيب.

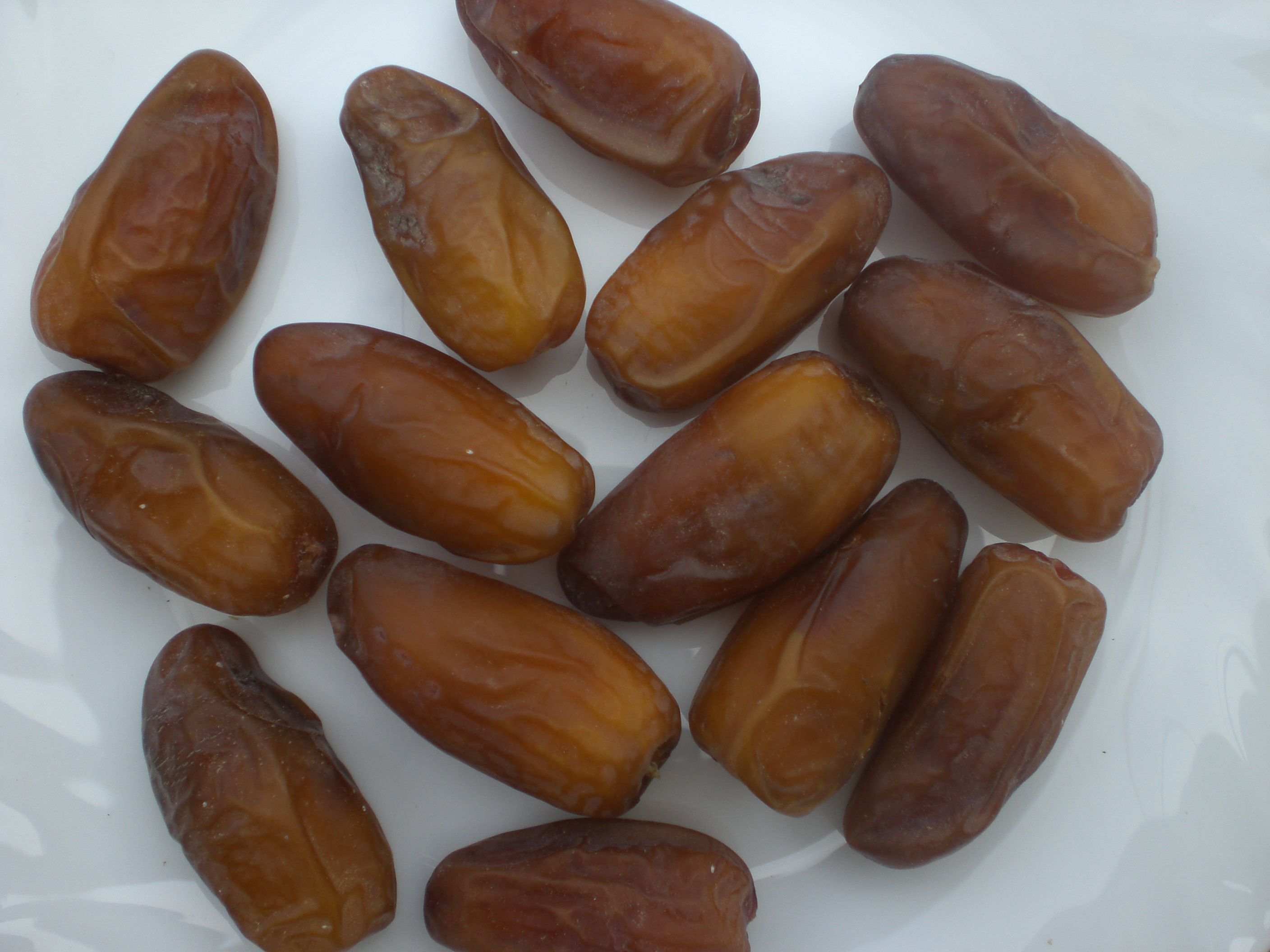
نوع من أنواع التمر.

زكاة الثمار أحد أنواع زكاة المال، وتجب زكاة الثمار في نوعين هما: التمر والزبيب، حال الكمال وهو: الجفاف. وتجب زكاة كل منهما ببلوغهما نصابا وهو: خمسة أوسق لا قشر عليها، وقدر الزكاة الواجب إخراجها فيهما: إن سقيت بماء المطر، أو السيح، أي: بغير كلفة؛ ففيها العشر، وإن سقيت بكلفة كالسقاية بالنضح أو غيره؛ ففيها نصف العشر. «قال الشافعي رحمه الله: "أخبرنا مالك بن أنس، عن محمد بن عبد الله بن عبد الرحمن بن أبي صعصعة المازني، عن أبيه عن أبي سعيد الخدري أن رسول الله ﷺ قال: "ليس فيما دون خمسة أوسق من التمر صدقة"».

## زكاة الثمار
زكاة الثمار أحد أنواع زكاة المال، وتجب زكاة الثمار في نوعين هما: التمر والزبيب، حال الكمال وهو: الجفاف. وتجب زكاة كل منهما ببلوغهما نصابا وهو: خمسة أوسق لا قشر عليها، وقدر الزكاة الواجب إخراجها فيهما: إن سقيت بماء المطر، أو السيح، أي: بغير كلفة؛ ففيها العشر، وإن سقيت بكلفة كالسقاية بالنضح أو غيره؛ ففيها نصف العشر. روى الشافعي بسنده «عن أبي سعيد الخدري أن رسول الله ﷺ قال: "ليس فيما دون خمسة أوسق من التمر صدقة"». قال الماوردي: الأصل في وجوب الزكاة في الثمار الكتاب والسنة والإجماع، فأما الكتاب فقوله تعالى: ﴿يَا أَيُّهَا الَّذِينَ آمَنُوا أَنْفِقُوا مِنْ طَيِّبَاتِ مَا كَسَبْتُمْ وَمِمَّا أَخْرَجْنَا لَكُمْ مِنَ الْأَرْضِ وَلَا تَيَمَّمُوا الْخَبِيثَ مِنْهُ تُنْفِقُونَ وَلَسْتُمْ بِآخِذِيهِ إِلَّا أَنْ تُغْمِضُوا فِيهِ وَاعْلَمُوا أَنَّ اللَّهَ غَنِيٌّ حَمِيدٌ ۝٢٦٧﴾ [البقرة:267] وفي هذا دلالة على أن المراد بالنفقة الصدقة التي يحرم إخراج الخبيث فيها، ولو لم يرد الصدقة لجاز إخراج خبيثها وطيبها. قال تعالى: ﴿وَهُوَ الَّذِي أَنْشَأَ جَنَّاتٍ مَعْرُوشَاتٍ وَغَيْرَ مَعْرُوشَاتٍ وَالنَّخْلَ وَالزَّرْعَ مُخْتَلِفًا أُكُلُهُ وَالزَّيْتُونَ وَالرُّمَّانَ مُتَشَابِهًا وَغَيْرَ مُتَشَابِهٍ كُلُوا مِنْ ثَمَرِهِ إِذَا أَثْمَرَ وَآتُوا حَقَّهُ يَوْمَ حَصَادِهِ وَلَا تُسْرِفُوا إِنَّهُ لَا يُحِبُّ الْمُسْرِفِينَ ۝١٤١﴾ [الأنعام:141] «عن جابر وابن عمر أن رسول الله ﷺ قال: "ما سقت السماء ففيه العشر، وما سقي بنضح أو غرب فنصف العشر"». ومذهب الجمهور: تجب زكاة الثمار في التمر والزبيب، ولا تجب في غيرهما، وعند الحنفية: تجب في جميع أنواع الثمار. ولا تجب الزكاة في الزروع والثمار إلا إذا بلغت نصابا، وهو قول الجمهور، وقال ابن عباس وزيد ابن علي والنخعي وأبو حنيفة إلى وجوب الزكاة في القليل والكثير.

## أدلة وجوب الزكاة في الثمار

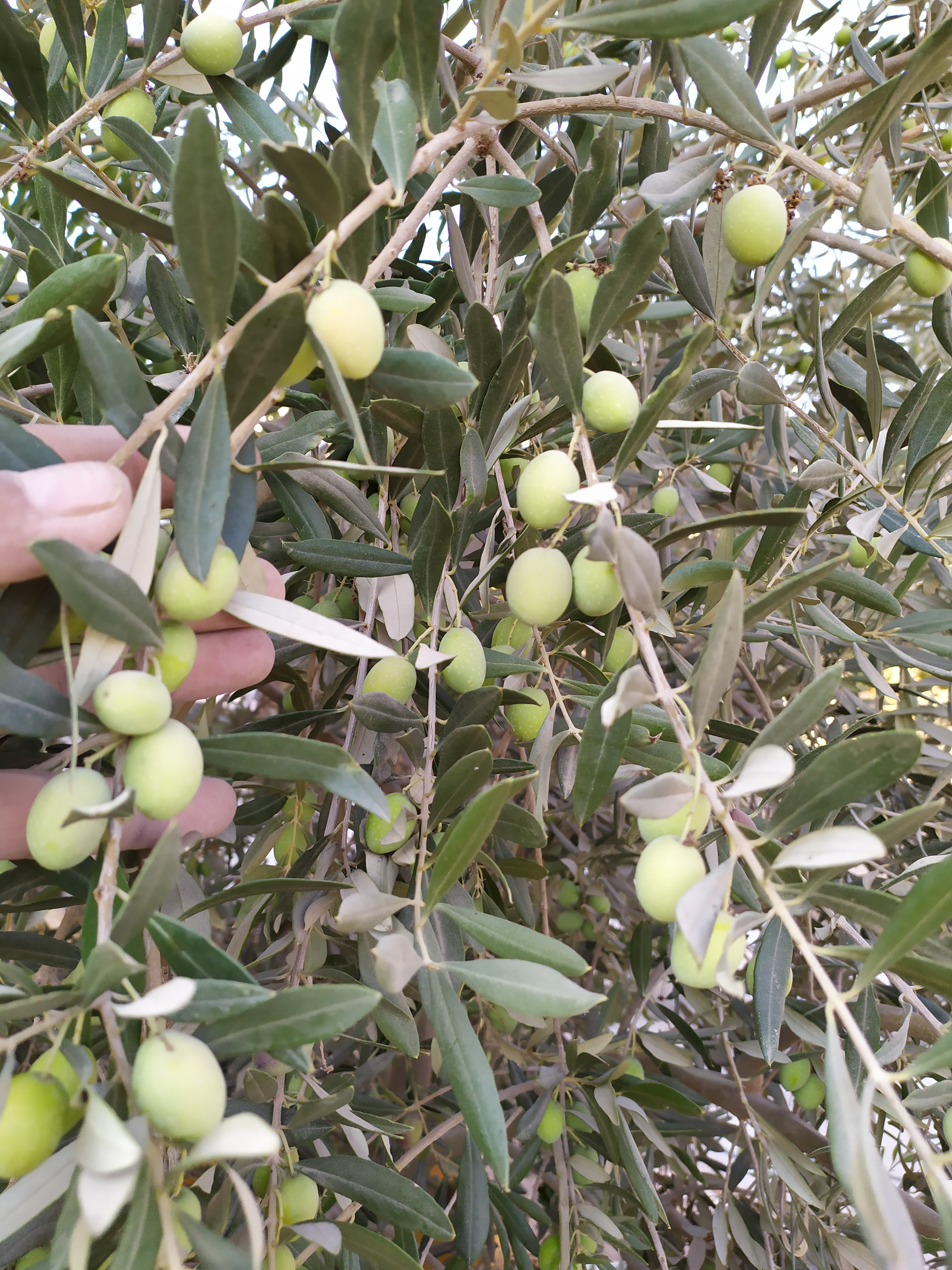
ثمار الزيتون

يدل على وجوب زكاة الثمار قول الله تعالى: ﴿وَهُوَ الَّذِي أَنْشَأَ جَنَّاتٍ مَعْرُوشَاتٍ وَغَيْرَ مَعْرُوشَاتٍ وَالنَّخْلَ وَالزَّرْعَ مُخْتَلِفًا أُكُلُهُ وَالزَّيْتُونَ وَالرُّمَّانَ مُتَشَابِهًا وَغَيْرَ مُتَشَابِهٍ كُلُوا مِنْ ثَمَرِهِ إِذَا أَثْمَرَ وَآتُوا حَقَّهُ يَوْمَ حَصَادِهِ وَلَا تُسْرِفُوا إِنَّهُ لَا يُحِبُّ الْمُسْرِفِينَ ۝١٤١﴾ [الأنعام:141]
قال الماوردي: الأصل في وجوب الزكاة في الثمار الكتاب والسنة والإجماع، فأما الكتاب فقوله تعالى: ﴿يَا أَيُّهَا الَّذِينَ آمَنُوا أَنْفِقُوا مِنْ طَيِّبَاتِ مَا كَسَبْتُمْ وَمِمَّا أَخْرَجْنَا لَكُمْ مِنَ الْأَرْضِ وَلَا تَيَمَّمُوا الْخَبِيثَ مِنْهُ تُنْفِقُونَ وَلَسْتُمْ بِآخِذِيهِ إِلَّا أَنْ تُغْمِضُوا فِيهِ وَاعْلَمُوا أَنَّ اللَّهَ غَنِيٌّ حَمِيدٌ ۝٢٦٧﴾ [البقرة:267]
قال الماوردي «فدل على أن المراد بالنفقة الصدقة التي يحرم إخراج الخبيث فيها، ولو لم يرد الصدقة لجاز إخراج خبيثها وطيبها»

## نصاب الثمار
نصاب الثمار خمسة أوسق، والوسق شرعا ستون صاعا، والصاع أربعة أمداد نبوية (بكيل المدينة). والنصاب كيلا ثلاثمائة صاع، أو ألف ومائتي مد؛ لأن كل صاع أربعة أمداد، والمد حفنة (غرفة) بيدي إنسان معتدل الخلقة، والنصاب الشرعي في زكاة المعشرات مقدر على وجه التحديد كيلا بصاع المدينة المنورة ومدها في العصر النبوي، وسائر المكاييل الأخرى تبع له، فلا يحدد النصاب الشرعي بالكيل إلا بالمكيال المدني اتفاقا، أما ما يذكره العلماء في الفروع من التقدير بالوزن فالمقصود به استظهار المقدار؛ لأن المقادير الشرعية تؤخذ بنصوص الشرع، وما كان مقدر بالكيل فلا يقوم الوزن مقامه. وقدر النصاب وزنا ألف وستمائة رطل بغدادي، والرطل البغدادي: مائة وثمانية وعشرون درهما مكيا كل درهم منها خمسون وخمسا حبة من مطلق أي: متوسط الشعير. وفي قول: مائة وثلاثون درهما، وهو ما اختاره الرافعي ورجحه، وفي قول: مائة وثمانية وعشرون درهما وأربعة أسباع درهم، وهو ما اختاره النووي.

### القدر الواجب إخراجه
المقدار الواجب إخراجه فيما سقي بماء السماء أو السيح العشر، وفيما سقي بنضح أو دولاب نصف العشر من المجموع الكلي، بعد أن يبلغ قدر الثمار خمسة أوسق لا قشر عليها. ويدل على ذلك حديث:
«عن جابر وابن عمر أن رسول الله ﷺ قال: "ما سقت السماء ففيه العشر، وما سقي بنضح أو غرب فنصف العشر"».

## زكاة الزروع

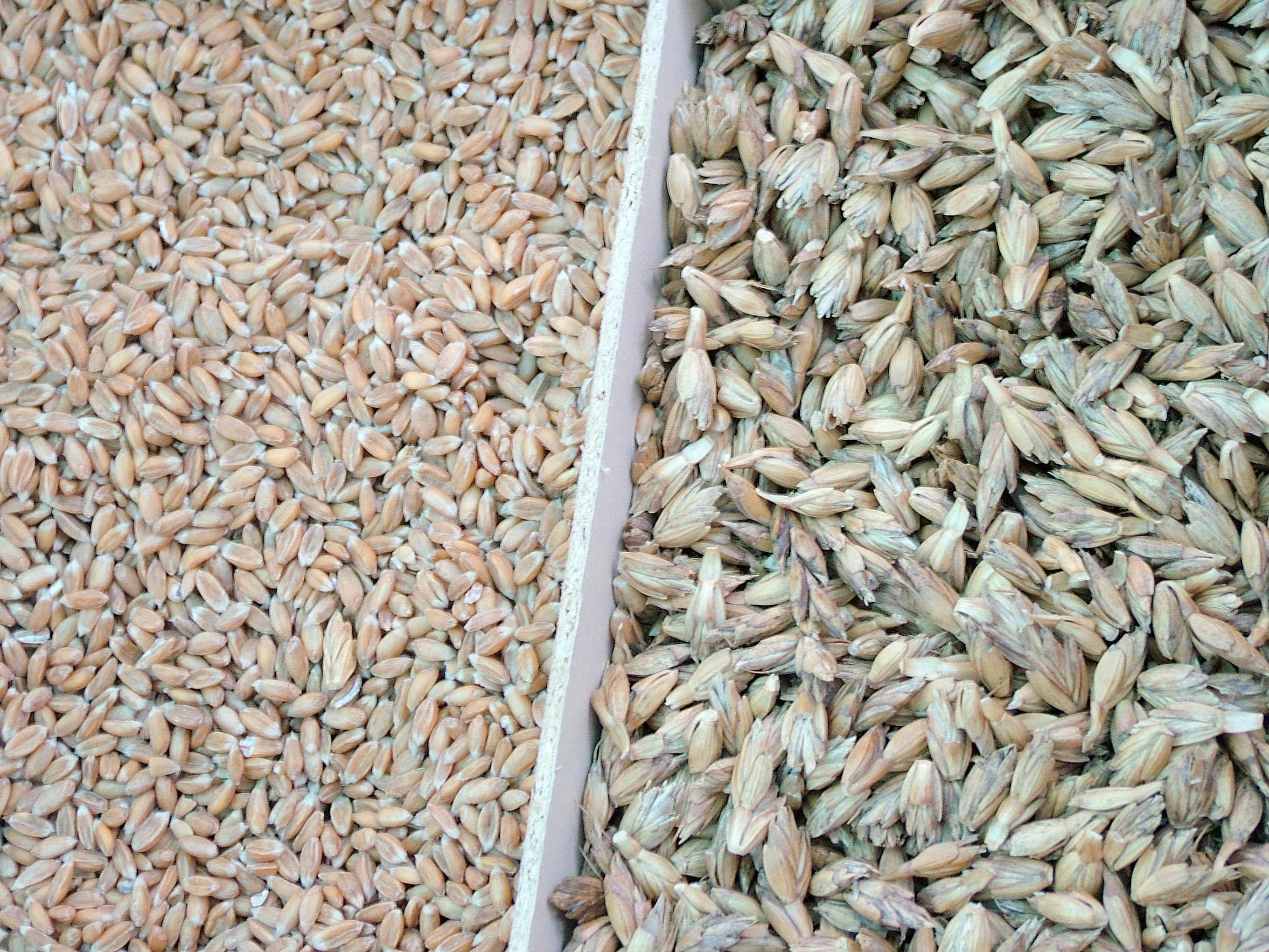
الحنطة بالقشر وبعد تصفيتها من القشرة

زكاة الزروع نوع من أنواع الأموال التي تجب فيها الزكاة، وهو النابت من الأرض من المزروعات، إذا بلغت نصابا وهو خمسة أوسق، نقية لا قشر عليها. وهي في الشعير والبر بالإجماع، وعند الشافعية في كل الأقوات المدخرة، مثل: الشعير والبر والذرة وغيرها، وتجب زكاة الزروع في كل ما يقتاته الإنسان حال الاختيار، مما يمكن ادخاره، كالشعير والحنطة والأرز وغيره. قال الماوردي: مذهب الشافعي أن الزكاة واجبة فيما زرعه الآدميون قوتا مدخرا، وبه قال الأئمة الأربعة. وعند المالكية في أجناس مخصوصة، قال ابن عرفة: يدخل فيه ثمانية عشر صنفا: القطاني السبعة، والقمح، والسلت، والشعير، والذرة، والدخن، والأرز، والعلس، وذوات الزيوت الأربع الزيتون والسمسم والقرطم وحب الفجل. وعند الحنفية تجب في محصول كل ما تنبته الأرض.